# Isachne hoi
Isachne hoi là một loài thực vật có hoa trong họ Hòa thảo. Loài này được Keng f. mô tả khoa học đầu tiên năm 1965.